# ذا كينغ أوف فايترز: ماكسميوم إمباكت
ذا كينغ أوف فايترز: ماكسميوم إمباكت (بالإنجليزية: The King of Fighters: Maximum Impact)‏ ، هي لعبة فيديو إلكترونية من نوع لعبة قتال، أنتجها شركة إس إن كاي نيو جيو ونويز فاكتوري سنة 2004م، تعمل لنظامي إكس بوكس وبلاي ستيشن 2.

## وصلات خارجية
- KOF: Maximum Impact official Japanese website
- KOF: Maximum Impact- Maniax official Japanese website